# Emma Gugliotta
Emma Gugliotta (Roma, 1961) è un'attrice italiana.

## Biografia
Inizia frequentando corsi di doppiaggio, portamento e dizione, questi ultimi anche presso gli Studi Titania, a Roma. Grazie a questo, viene introdotta prima nell'ambiente della moda e, successivamente, in quello del cinema, avendo l'opportunità di lavorare accanto a grandi attori e registi come ad esempio Alessandro Benvenuti, Francesco Nuti, Demetra Hampton, Piero Schivazappa e Fellini, il quale l'ha diretta nel film Ginger e Fred. Ha partecipato a vari programmi televisivi della Rai, recitando in comiche e posando come modella per alcuni stilisti, truccatori e curatori di immagine.
È stata coprotagonista in Le comiche, con la regia di Nino Castelnuovo, una serie televisiva girata per la Rai, dove ha interpretato vari personaggi (ladra, infermiera, donna isterica ecc.)
Tra la fine degli anni '80 e l'inizio degli anni '90 Emma recita in diversi spot televisivi in onda sulle reti Mediaset, come ad esempio nello spot della Renault, con protagonista Christopher Lambert e per la regia di Saatchi & Saatchi.
Attualmente vive a Roma, dove per anni ha diretto un'agenzia di moda, assieme al fratello, Aldo Gugliotta. Ritiratasi dalle scene, inizia a scrivere articoli riguardanti trucco, portamento, dizione e sensualità. Tutto questo materiale è diventato un libro, Come diventare diabolicamente femmina, edito dalle Edizioni Galassia Arte, di Roma.

## Filmografia parziale
- John Casablanca, regia di Francesco Nuti (1985)
- Carabinieri si nasce, regia di Mariano Laurenti (1985)
- La signora della notte, regia di Piero Schivazappa (1986)
- Mia moglie è una bestia, regia di Castellano e Pipolo (1986)
- Valentina – serie TV, episodio Valentina assassina (1989)